# Ernst Öpik
Ernst Julius Öpik, född den 22 oktober 1893 i Kunda, Estland, död den	10 september 1985 i Bangor, Nordirland, var en estnisk astronom och astrofysiker som verkade i exil vid Armaghobservatoriet i Armagh i Nordirland. Hans främsta insatser var: En metod för att beräkna avståndet mellan galaxer, Oorts kometmoln, en metod för att beräkna densiteten hos dubbelstjärnor och Trippel-alfa-processen.

## Forskning
Öpiks forskning är, med undantag av The rocking camera (Den svängande kameran), helt teoretisk.

### Densiteten hos dubbelstjärnor
Öpik publicerade 1916 en artikel i Astrophysical Journal där han beräknar densiteten hos dubbelstjärnor. Med i studien var stjärnan o2 Eridani (40 Eri B). Öpik beräknade år 1915 densiteten till 25 000 gånger solens och fastslog att värdet var helt orimligt och att hans metod tydligen inte kunde appliceras på alla typer av stjärnor. Vad han inte insåg var att han hade upptäckt en vit dvärg.

### Avståndsbestämning av utomgalaktiska objekt
Publicerade 1922 beräkningar på avståndet till Andromedagalaxen. Enligt Öpiks beräkningar låg Andromedagalaxen på 450 kpc från jorden. Edwin Hubble beräknade avståndet till 275 kpc. Ett modernt resultat är 778 kpc. Öpiks metod är fortfarande i bruk och bedöms som tillförlitlig.

### Öpik-Oorts kometmoln
År 1932 föreslog han att det borde finnas ett kometmoln långt utanför solsystemet. Samma sak föreslogs 1950 av den Nederländske astronomen Jan Oort. Kometmolnet har, trots att Öpik föreslog det först, fått namnet Oorts kometmoln.

### Röda jättar
År 1938 sammanställde Öpik en modell om hur lätta stjärnor som solen utvecklas till röda jättar innan de slutligen blir vita dvärgar.

### Kraterförekomst på Mars
År 1950 förutsåg Öpik kraterfrekvensen på planeten Mars yta. Öpiks förutsägelser visade sig stämma när man på 1970-talet skickade rymdsonder till Mars.

### Trippel alfa processen
År 1951 publicerade Öpik en avhandling över hur massiva stjärnor förbränner helium-4 till kol-12. Öpiks insats förbises ofta då Edwin Salpeter publicerade ett liknande arbete innan Öpiks rapport om trippel-alfa-processen nådde den engelskspråkiga världen.

### Klimatförändringar
Framlade 1952 en teori om hur långa perioder av istider övergår i långa perioder av varmt klimat. Enligt Öpik så skulle dessa bero på att solen förbränner sitt bränsle ojämnt och pulserar i cykler om många hundratusen år.

## Krönika
Ernst Öpiks släkt bestod av framstående akademiker. Hans intressen i unga år var naturvetenskap och musik. När han efter gymnasiestudierna skulle söka sig vidare till en högre utbildning stod valet mellan att bli musiker eller astronom. Han valde det senare och antogs vid universitetet i Moskva där han studerade småplaneter, meteoriter och kometer. Han tog anställning på universitetet i Moskva och tänkte göra sig en karriär där, men ryska revolutionen kom emellan.
Han tog värvning för de vita för att bekämpa bolsjevikerna som han ansåg fördärvade Ryssland. Svälten i Moskva gjorde till sist att han 1919 flydde 3 000 km söder ut till Tasjkent - en resa som tog 70 dagar. Där arbetade han under 2 år på det nystartade Turkestanuniversitetet. År 1921 gifte han sig med Vera Oreshkina och flyttade därefter tillbaka till det nyligen självständiga Estland och började arbeta på Tartuobservatoriet.
År 1922 föddes deras dotter Maija. På sin arbetsplats träffade han (1925) forskningsassistenten Alide Piiri som han startade en romans med. Året efter födde både hans fru Vera och hans älskarinna Alide en dotter respektive son. Öpik levde sedan växelvis med båda kvinnorna. Hans fru nedkom med ytterligare en dotter och hans älskarinna med ytterligare två döttrar. Under 1930 - 1934 var Öpik gästprofessor vid Harvardobservatoriet.
År 1940 drog kriget fram i Estland och 1944 när Sovjetunionen invaderade Estland flydde han och hans familj med båt till Tyskland. De två äldsta döttrar han hade med Vera hjälpte han att fly till USA. Vera och Ernsts yngsta dotter Elina stannade kvar i Estland. Det skulle dröja till efter Stalins död 1954 innan KGB tillät brevväxling mellan Öpik och Elina. År 1978 fick Elina utresetillstånd och hon kunde träffa sin pappa för första gången på 34 år.
Åren 1944 - 1948 arbetade Ernst vid Baltiska universitetet i Hamburg - ett flyktingläger för intellektuella balter där han var lärare och rektor. År 1947 fick han ett erbjudande från det lilla Armaghobservatoriet på Nordirland där han, trots erbjudanden från stora amerikanska universitet, arbetade fram till 1981. Öpik hade från 1956 fram till sin död 1985 en professur vid Marylanduniversitetet.

## Studier
1911 Studentexamen vid gymnasiet i Tallinn.

1912 – 1916 Astronomistudier vid universitetet i Moskva, med inriktning på små planeter, kometer och meteoriter.

1923 Doktorerade vid Tartu universitet.

## Karriär
Ernst Öpik studerade vid universitetet i Moskva mellan 1916 och 1920, och arbetade därefter vid Tasjkentobservatoriet 1920–1921. Från 1921 till 1930 var han verksam vid Tartuobservatoriet, och tillbringade åren 1930–1934 vid Harvardobservatoriet. Han återvände sedan till Tartuobservatoriet där han arbetade 1934–1944. Åren 1938–1940 var han med och grundade Estniska vetenskapsakademien. Efter andra världskriget var han professor vid Baltiska universitetet i Hamburg 1945–1947, och rektor där 1946–1948. Från 1948 till 1981 var han knuten till Armaghobservatoriet i Nordirland, och från 1956 till 1985 även professor vid Universitetet i Maryland.

## Eftermäle
Ernst Öpik fick 1978 asteroiden 2099 Öpik uppkallad efter sig.